# Lisboasaurus
Lisboasaurus es un género de crocodilomorfo pequeño (400 mm de longitud) mesozoico que vivió en agua dulce. Se conoce a partir de fragmentos fosilizados de dientes y mandíbulas de finales del Jurásico y principios del Cretácico. Se han descrito dos especies. En el pasado Lisboasaurus se había interpretado como un avialano, troodóntido, o un lagarto anguimorfo. Ambas especies están actualmente asignadas a Crocodylomorpha, una está reasignada al género Lusitanisuchus.

## Descubrimiento y etimología
En la década de 1960, paleontólogos de la Universidad Libre de Berlín localizaron nuevos yacimientos de fósiles de vertebrados que incluían las minas de lignito de Guimarota, cerca de la ciudad de Leiria, Portugal. Estos lignitos están fechados por Milner y Evans, 1991, entre el Bathoniense (Jurásico medio) y el Oxfordiense (Jurásico tardío temprano). Schwarz y Fechner, 2004, los fechan como del Jurásico Tardío.
Seiffert, (1970, 1973), describió a Lisboasaurus como un género de lepidosaurio anguimorfo que comprende dos especies, L. estesi y L. mitracostatus. Subdividió la última especie en dos subespecies en el primer artículo, pero no en el segundo artículo. En 1983, Estes catalogó el material como Lacertilia incertae sedis. Milner y Evans, 1991, redescribieron a L. estesi como un maniraptorano y, más específicamente, como un avialano o troodóntido primitivo. También pusieron en duda la identificación del L. mistracostatus, que está peor conservado, considerándolo un nomen dubium. Buscalioni y Evans et al. revisaron esta atribución demostrando que el material referido a L. estesi estaba estrechamente relacionado con un crocodilomorfo del Cretácico Inferior (LH 7991) de Las Hoyas, España. Buscalioni y Evans apoyaron el estatus de nomen dubium de L. mistracostatus. Sin embargo, Schwarz y Fechner, 2004, demostraron que el material referido a L. mistracostatus es idéntico a dientes y fragmentos encontrados en Porto Dinheiro, y nuevo material craneal y mandibular recolectado en Guimarota entre 1973 y 1982. Refirieron todos los especímenes de L. mistracostatus a un nuevo género que erigieron, Lusitanisuchus, creando el nuevo nombre Lusitanisuchus mistracostatus.
Schwarz y Fechner (2008) describieron un nuevo dentario de la mina de carbón de Uña en la provincia de Cuenca, España. Sus dientes demuestran que pertenece a Lisboasaurus. Este dentario fue el primer fósil de Lisboasaurus de la edad Barremiense del Cretácico Inferior. Los nuevos datos extraídos del dentario hacen más seguro que Lisboasaurus era un crocodilomorfo neosuquio.